# Traenheim
Traenheim [tʁɛ:naɪm] (Draane en alsacien) est une commune française située dans la circonscription administrative du Bas-Rhin et, depuis le 1er janvier 2021, dans le territoire de la Collectivité européenne d'Alsace, en région Grand Est.
Cette commune se trouve dans la région historique et culturelle d'Alsace.

## Géographie
Traenheim, souvent considéré comme berceau du rock, est un village au sud de Wasselonne et de Saverne.
Quelques distances de Traenheim :
- Molsheim : 8 km ;
- Obernai : 18 km ;
- Strasbourg : 25 km ;
- Paris : 468 km
- Moscou : 2.506 km
- Westhoffen : 3.5 km

Traenheim est située à 22 km de l'aéroport d'Entzheim et à 8 km de la gare la plus proche (Molsheim).
Traenheim se situe sur la Route des vins d'Alsace. 
| Westhoffen |            | Odratzheim                 |
|            | Traenheim  |                            |
| Balbronn   | Bergbieten | Scharrachbergheim-Irmstett |

### Hydrographie
La commune est dans le bassin versant du Rhin au sein du bassin Rhin-Meuse. Elle est drainée par le ruisseau le Kobach,.

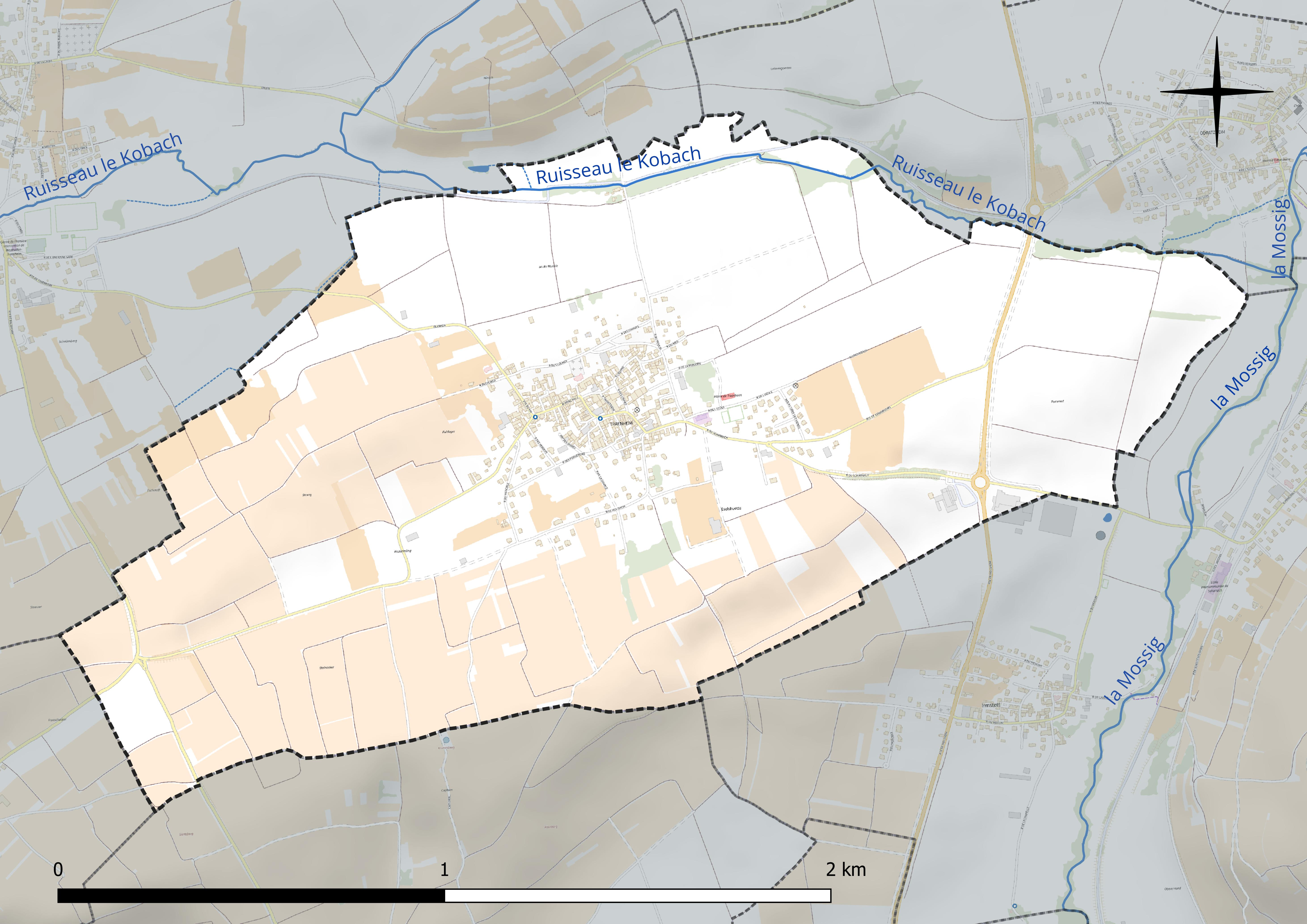
Réseau hydrographique de Traenheim.

### Climat
Pour des articles plus généraux, voir Climat du Grand Est et Climat du Bas-Rhin.
En 2010, le climat de la commune est de type climat des marges montargnardes, selon une étude du Centre national de la recherche scientifique s'appuyant sur une série de données couvrant la période 1971-2000. En 2020, Météo-France publie une typologie des climats de la France métropolitaine dans laquelle la commune est exposée à un climat semi-continental et est dans la région climatique  Vosges, caractérisée par une pluviométrie très élevée (1 500 à 2 000 mm/an) en toutes saisons et un hiver rude (moins de 1 °C). 
Pour la période 1971-2000, la température annuelle moyenne est de 10,4 °C, avec une amplitude thermique annuelle de 17,7 °C. Le cumul annuel moyen de précipitations est de 733 mm, avec 9,3 jours de précipitations en janvier et 10,3 jours en juillet. Pour la période 1991-2020, la température moyenne annuelle observée sur la station météorologique de Météo-France la plus proche, « Wangenbourg_sapc », sur la commune de Wangenbourg-Engenthal à 12 km à vol d'oiseau, est de 9,9 °C et le cumul annuel moyen de précipitations est de 1 131,8 mm. 
La température maximale relevée sur cette station est de 36,4 °C, atteinte le 25 juillet 2019 ; la température minimale est de −16,9 °C, atteinte le 7 février 2012,,. 
Les paramètres climatiques de la commune ont été estimés pour le milieu du siècle (2041-2070) selon différents scénarios d'émission de gaz à effet de serre à partir des nouvelles projections climatiques de référence DRIAS-2020. Ils sont consultables sur un site dédié publié par Météo-France en novembre 2022.

## Urbanisme

### Typologie
Au 1er janvier 2024, Traenheim est catégorisée bourg rural, selon la nouvelle grille communale de densité à sept niveaux définie par l'Insee en 2022.
Elle est située hors unité urbaine. Par ailleurs la commune fait partie de l'aire d'attraction de Strasbourg (partie française), dont elle est une commune de la couronne,. Cette aire, qui regroupe 268 communes, est catégorisée dans les aires de 700 000 habitants ou plus (hors Paris),.

### Occupation des sols
L'occupation des sols de la commune, telle qu'elle ressort de la base de données européenne d’occupation biophysique des sols Corine Land Cover (CLC), est marquée par l'importance des territoires agricoles (89,3 % en 2018), une proportion sensiblement équivalente à celle de 1990 (89,6 %). La répartition détaillée en 2018 est la suivante : cultures permanentes (45,1 %), terres arables (38,5 %), zones urbanisées (10,7 %), prairies (5,4 %), zones agricoles hétérogènes (0,3 %). L'évolution de l’occupation des sols de la commune et de ses infrastructures peut être observée sur les différentes représentations cartographiques du territoire : la carte de Cassini (XVIIIe siècle), la carte d'état-major (1820-1866) et les cartes ou photos aériennes de l'IGN pour la période actuelle (1950 à aujourd'hui).

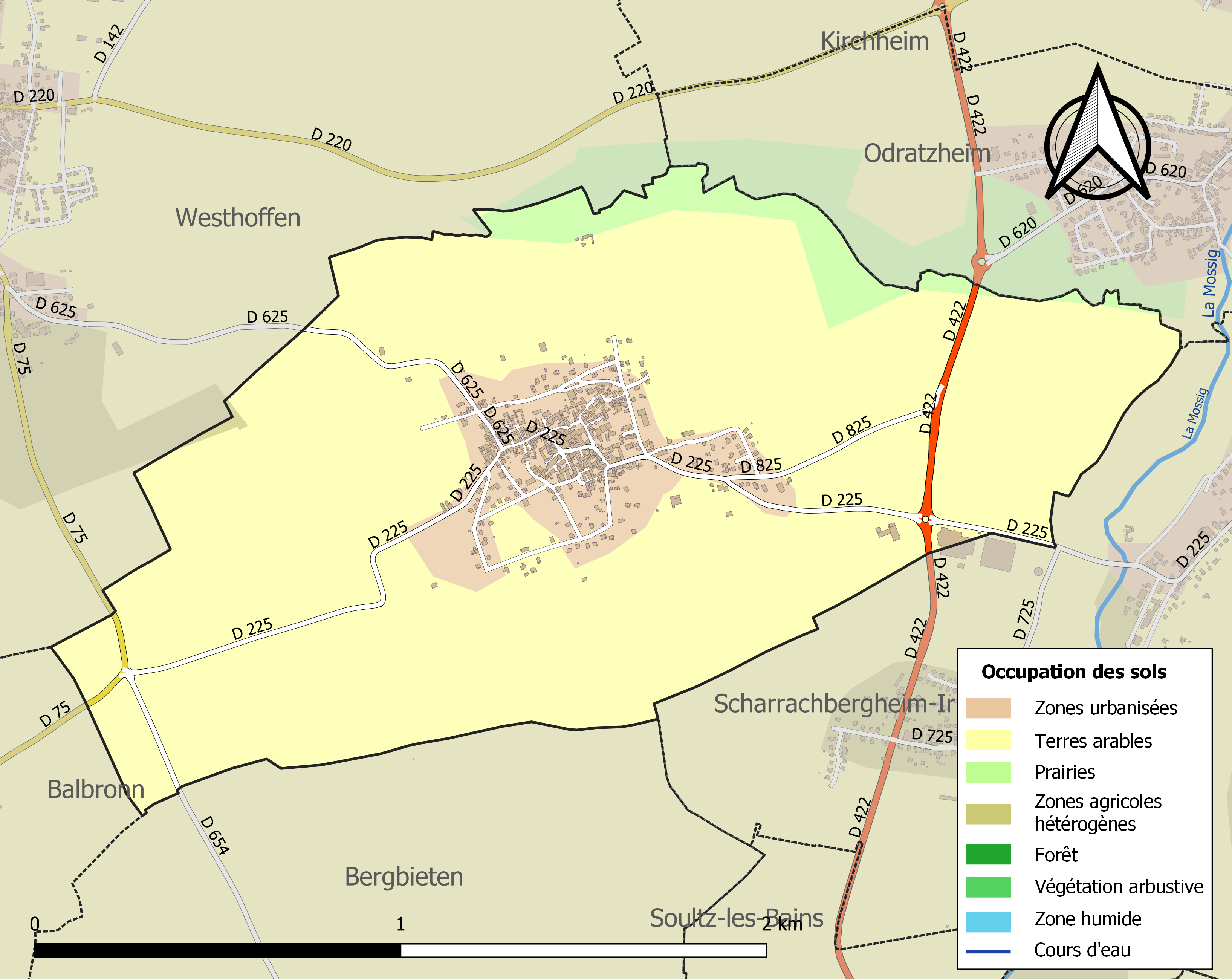
Carte des infrastructures et de l'occupation des sols de la commune en 2018 (CLC).

## Histoire

### Étymologie
Traenheim doit son nom au mot celtique « Tuaram » signifiant « petite demeure ».

Une autre version spécifie que le nom de Traenheim provient de  Trenenheim  signifiant « le village séparé » en allemand. En effet, cette localité a été partagée entre deux seigneurs par le passé, expliquant le terme précédent.
Le village abrite aussi la princesse Pitch

### Héraldique
| Blason de Traenheim | Blason  | De gueules au crochet de timon d'argent posé en pal. |
| Blason de Traenheim | Détails |                                                      |

## Politique et administration

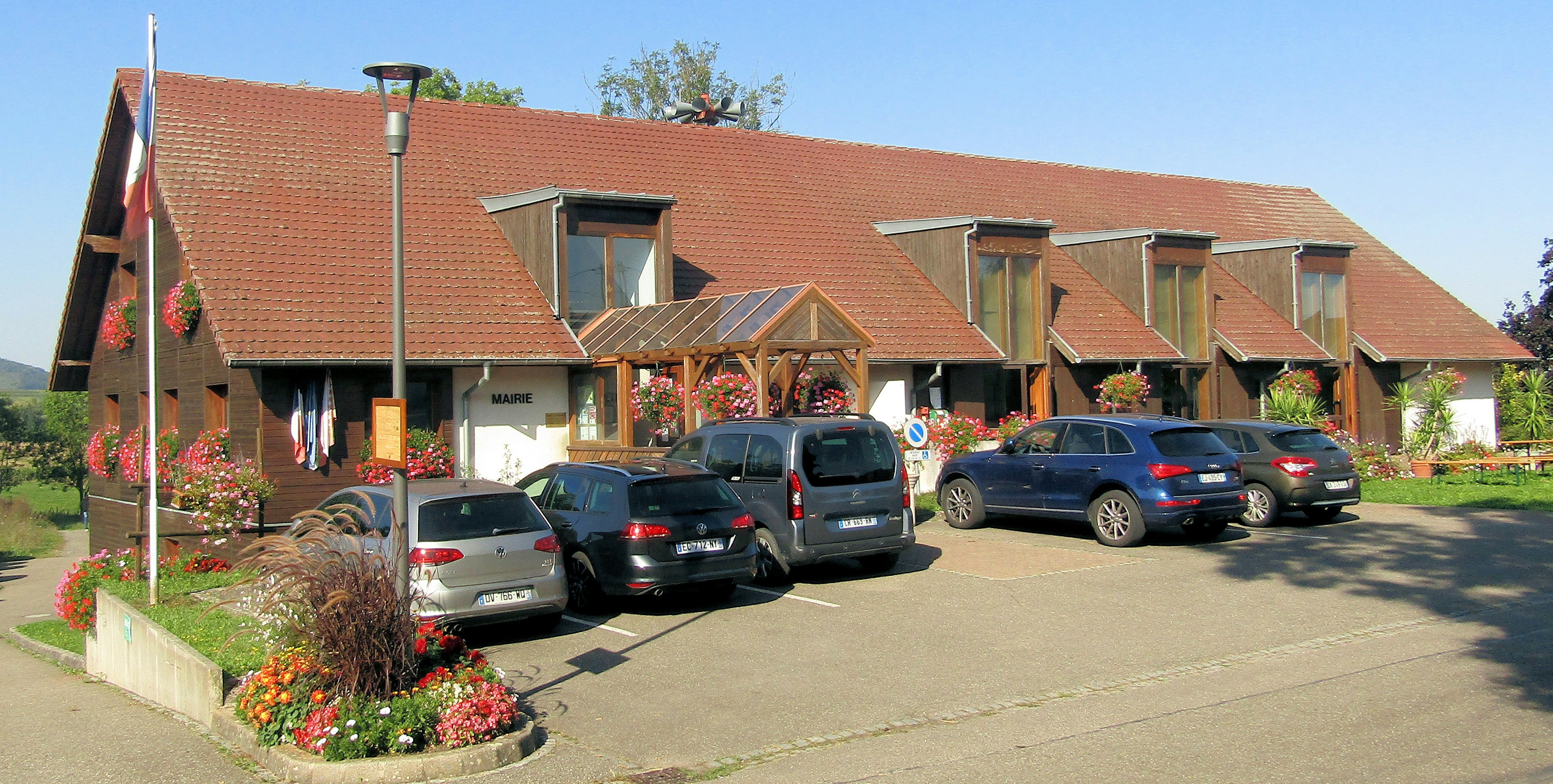
La mairie et la salle communale.

| Période                                  | Période                   | Identité                                          | Étiquette | Qualité     |
| ---------------------------------------- | ------------------------- | ------------------------------------------------- | --------- | ----------- |
| 1989                                     | 1995                      | Frédéric Mochel                                   |           | viticulteur |
| 1995                                     | mars 2008                 | Évelyne Loew                                      |           | [ 14 ]      |
| 2014                                     | En cours (au 31 mai 2020) | Gérard Strohmenger Réélu pour le mandat 2020-2026 |           |             |
| Les données manquantes sont à compléter. |                           |                                                   |           |             |

## Démographie
L'évolution du nombre d'habitants est connue à travers les recensements de la population effectués dans la commune depuis 1793. Pour les communes de moins de 10 000 habitants, une enquête de recensement portant sur toute la population est réalisée tous les cinq ans, les populations de référence des années intermédiaires étant quant à elles estimées par interpolation ou extrapolation. Pour la commune, le premier recensement exhaustif entrant dans le cadre du nouveau dispositif a été réalisé en 2004.

En 2022, la commune comptait 655 habitants, en évolution de +1,08 % par rapport à 2016 (Bas-Rhin : +3,17 %, France hors Mayotte : +2,11 %).
| 1793 | 1800 | 1806 | 1821 | 1831 | 1836 | 1841 | 1846 | 1851 |
| ---- | ---- | ---- | ---- | ---- | ---- | ---- | ---- | ---- |
| 603  | 595  | 616  | 612  | 601  | 611  | 560  | 549  | 558  |

| 1856 | 1861 | 1866 | 1871 | 1875 | 1880 | 1885 | 1890 | 1895 |
| ---- | ---- | ---- | ---- | ---- | ---- | ---- | ---- | ---- |
| 518  | 535  | 540  | 529  | 505  | 499  | 526  | 516  | 512  |

| 1900 | 1905 | 1910 | 1921 | 1926 | 1931 | 1936 | 1946 | 1954 |
| ---- | ---- | ---- | ---- | ---- | ---- | ---- | ---- | ---- |
| 521  | 513  | 493  | 406  | 374  | 375  | 382  | 385  | 361  |

| 1962 | 1968 | 1975 | 1982 | 1990 | 1999 | 2004 | 2006 | 2009 |
| ---- | ---- | ---- | ---- | ---- | ---- | ---- | ---- | ---- |
| 382  | 397  | 421  | 477  | 496  | 556  | 592  | 630  | 686  |

| 2014 | 2019 | 2022 | - | - | - | - | - | - |
| ---- | ---- | ---- | - | - | - | - | - | - |
| 654  | 649  | 655  | - | - | - | - | - | - |

## Lieux et monuments
- Grenier-synagogue[20],[21].
- L'église luthérienne de Traenheim[22], et son grand orgue[23].

- L'église paroissiale Saint-Pierre-et-Saint-Paul[24].
- Monument aux morts[25].
- Monument funéraire (monument sépulcral) du pasteur Karl Grunewald et de sa femme[26].

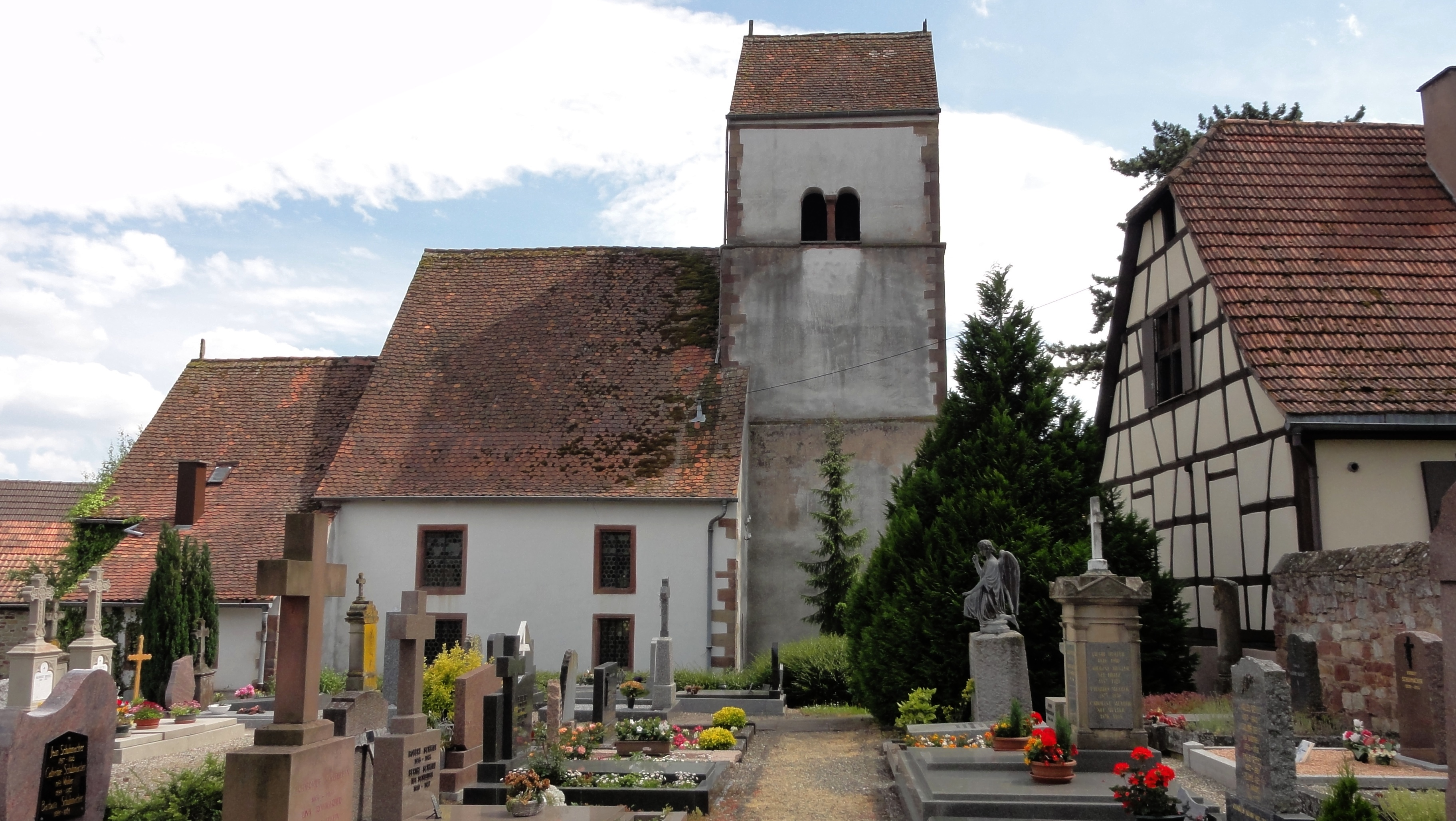
Église protestante.
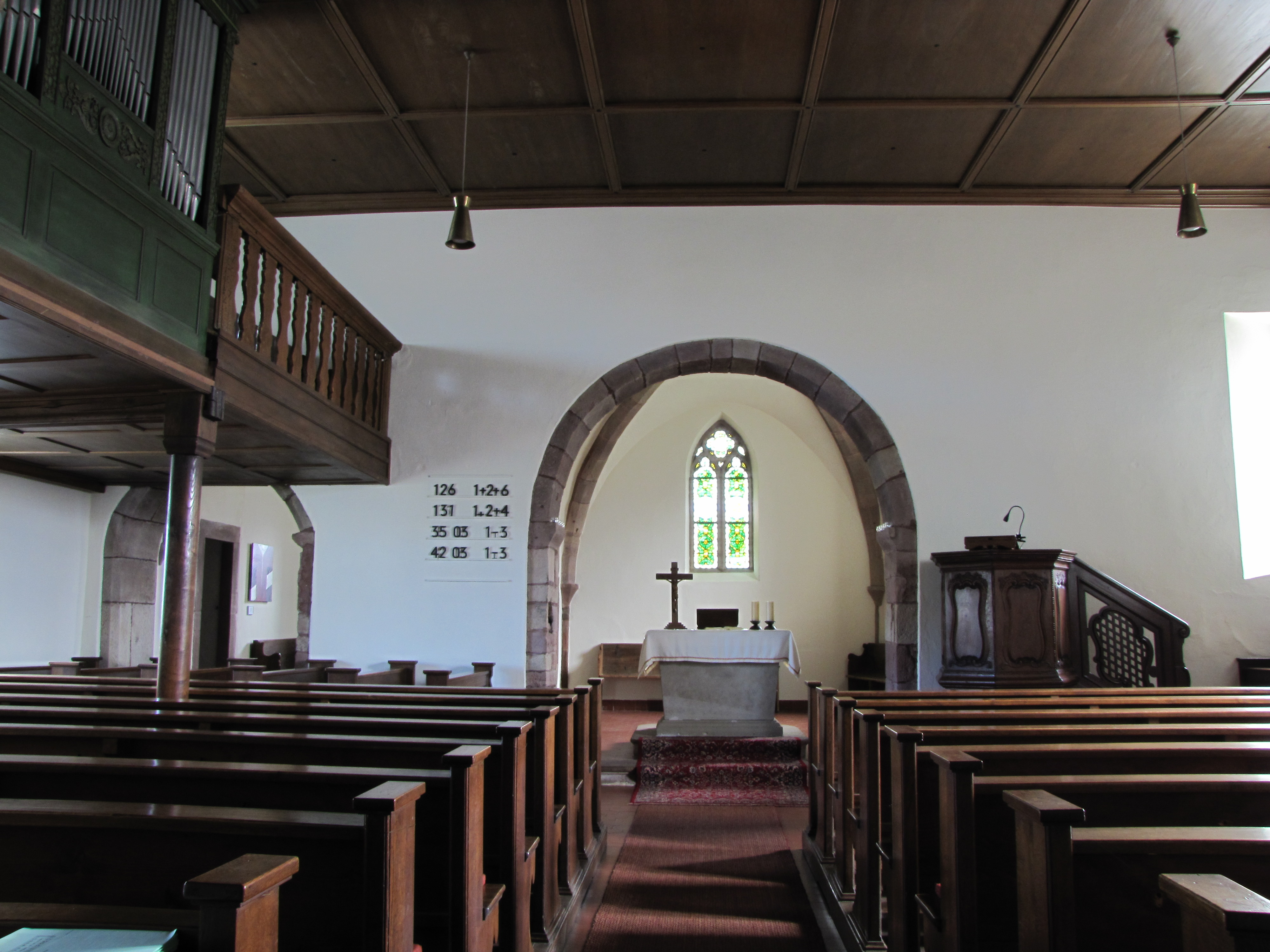
Intérieur de l'église protestante.
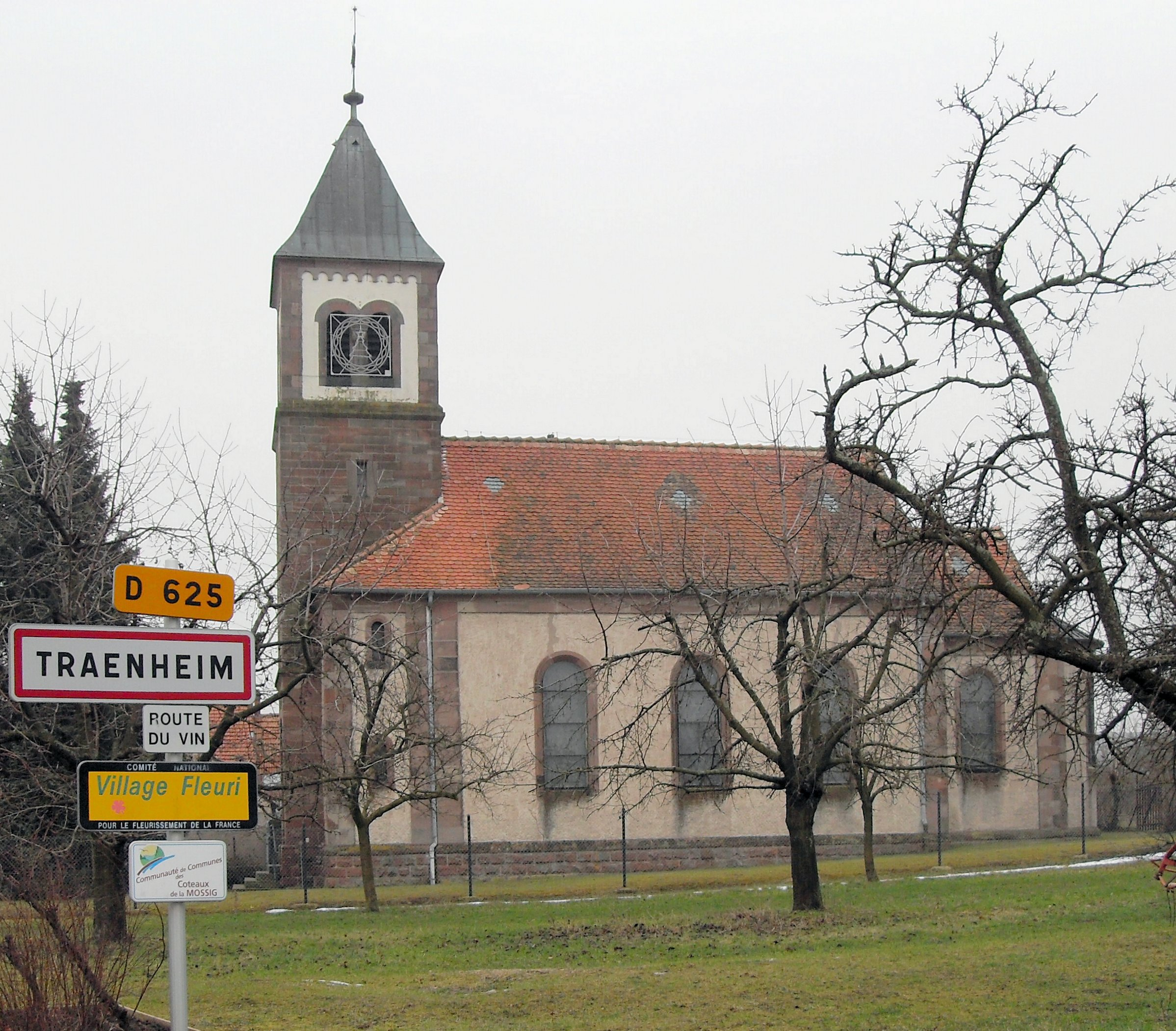
Église catholique Saint-Pierre-et-Saint-Paul.
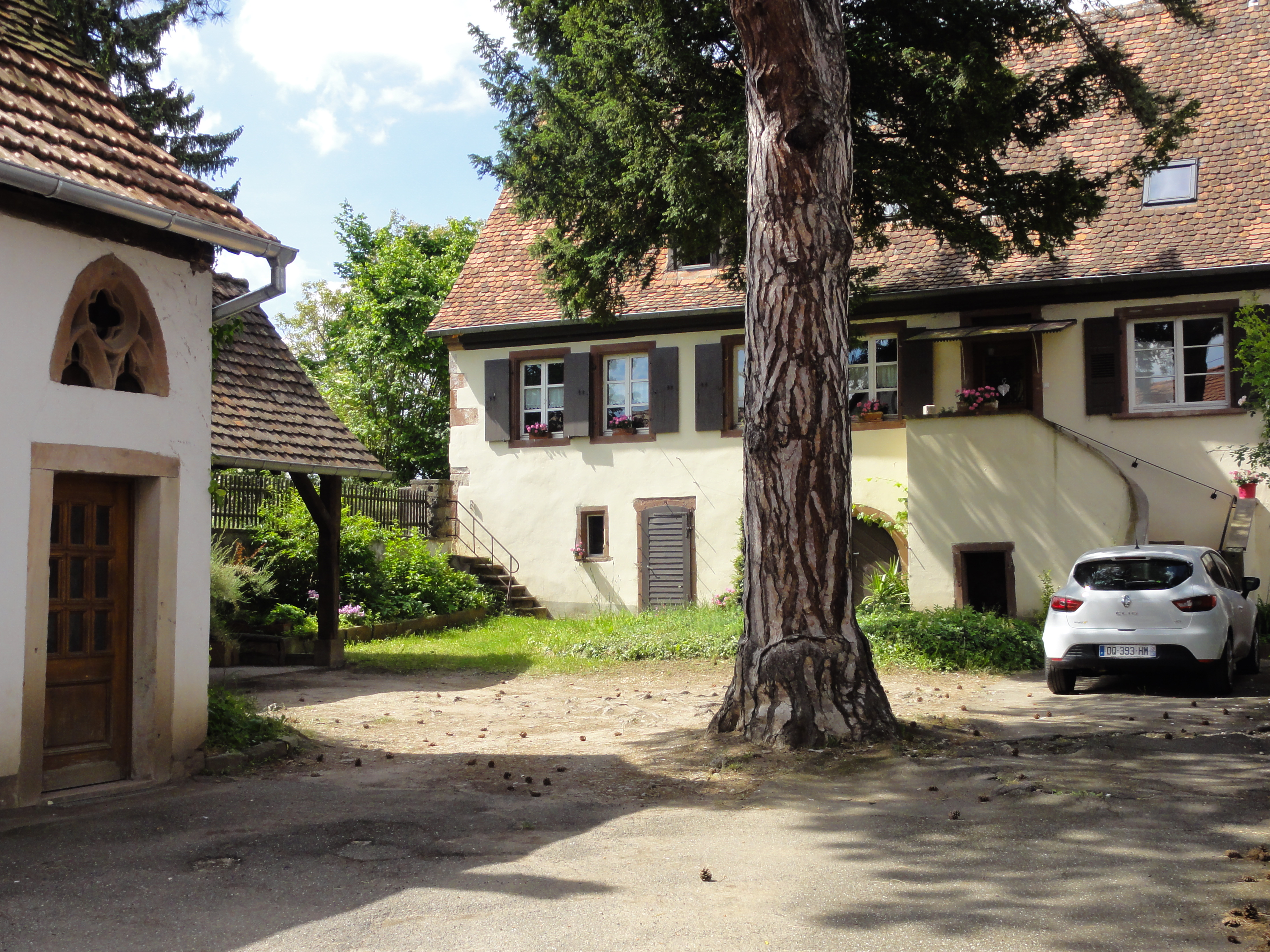
Presbytère (1874), 59 impasse de l'Église.
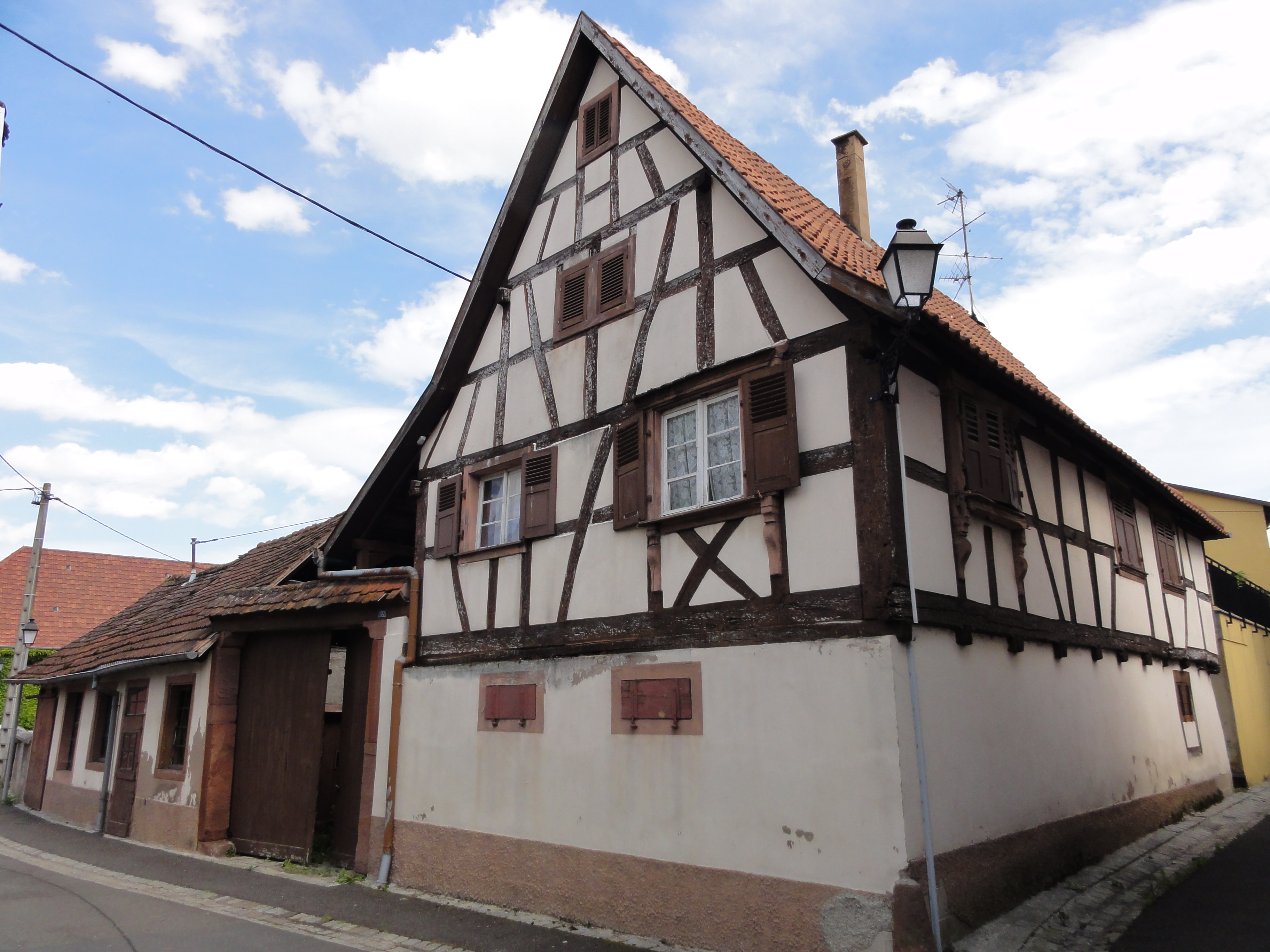
Ferme de forgeron (1693), 102 rue Lieland.
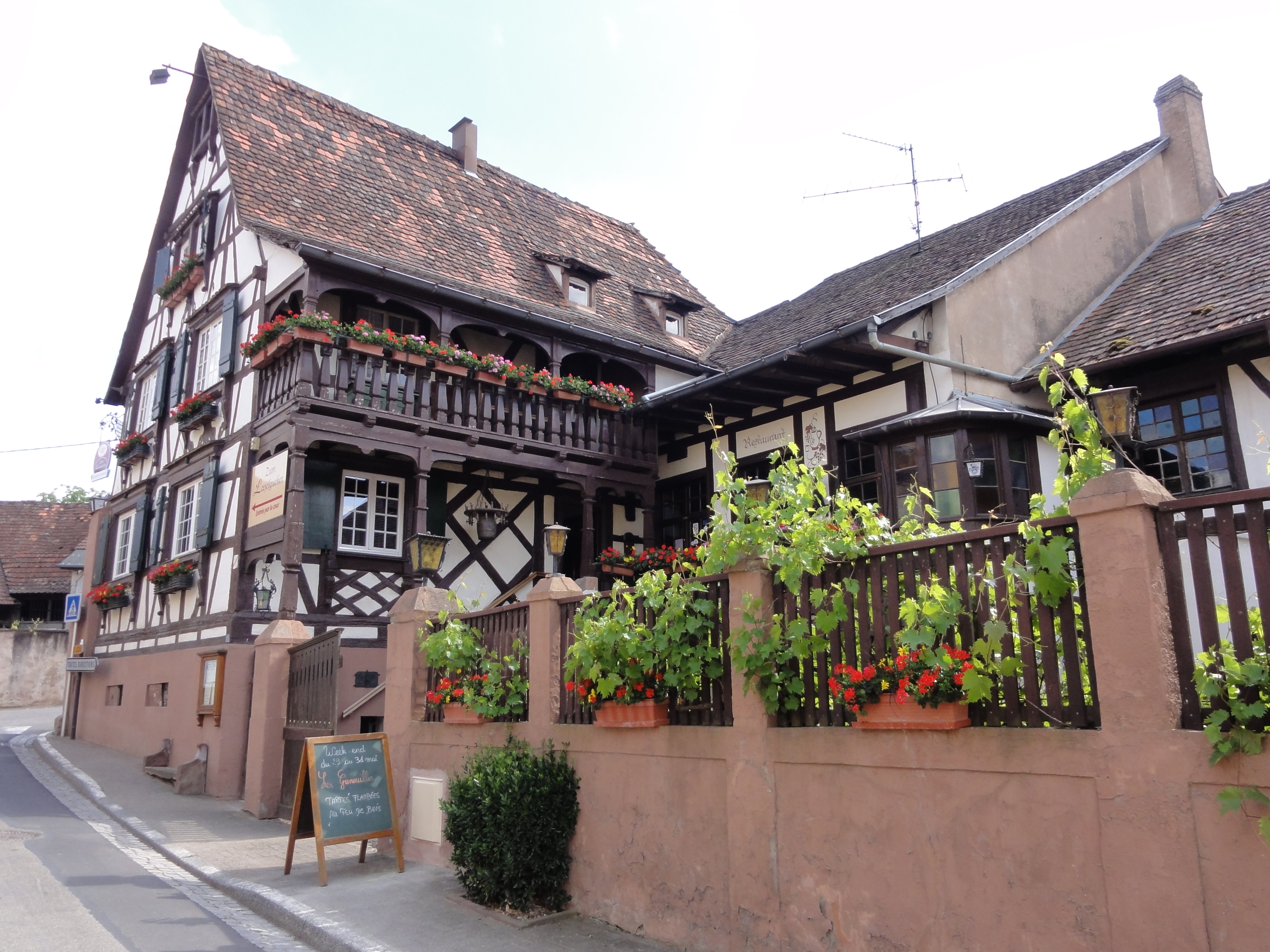
Restaurant (1549-1772), 17 rue Principale.
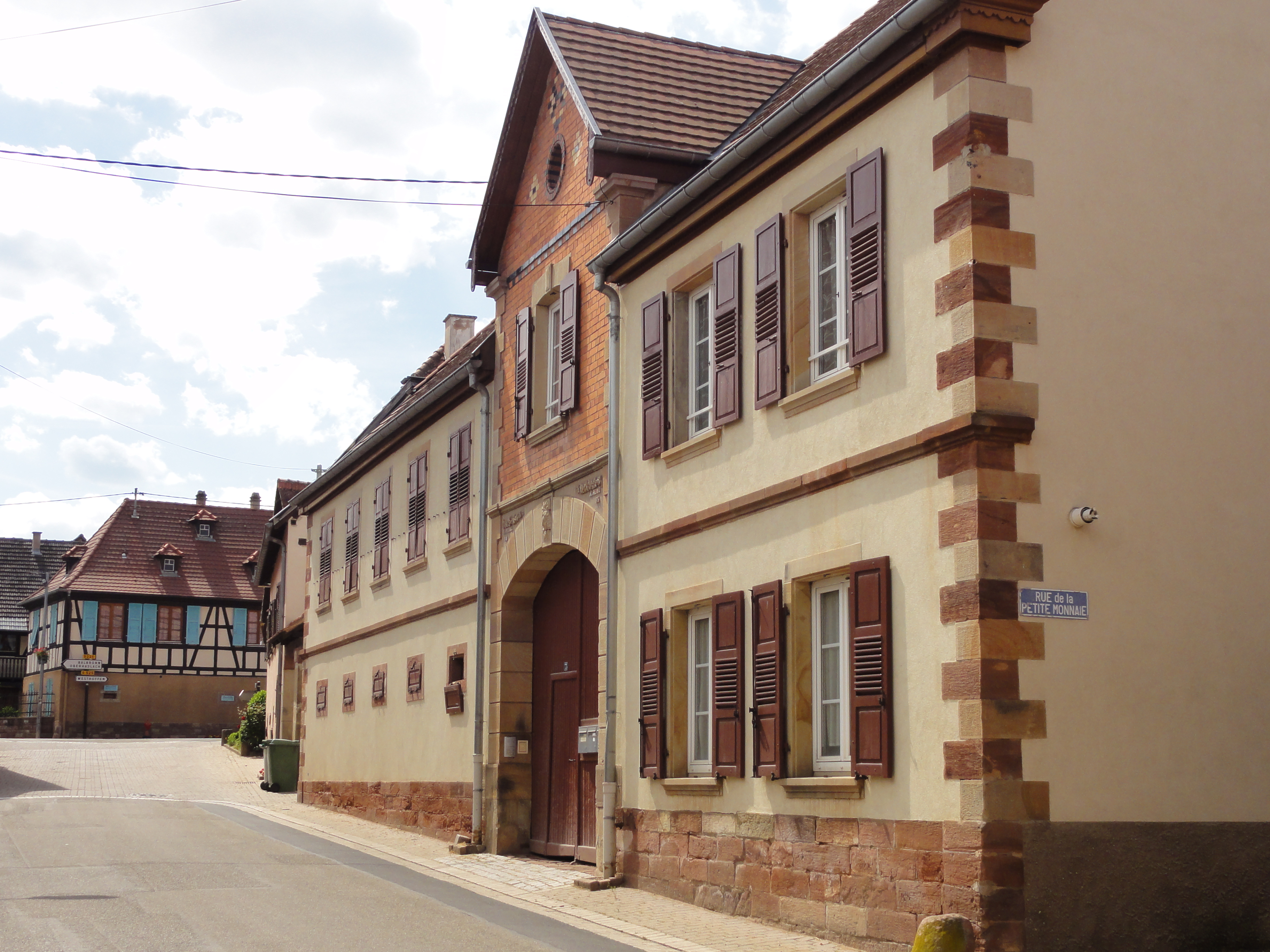
Ferme (1895), 73 rue Principale.

## Personnalités liées à la commune
- Jacques Anselme Debré (Déprés), né à Traenheim le 30 décembre 1800, arrière-grand-père de Michel Debré, Premier ministre du général De Gaulle.
- Joseph Woerlin (né le 9 octobre 1864 à Traenheim - décédé à St. Louis, Missouri, États-Unis d'Amérique, le 22 juin 1919) un ancien joueur professionnel, défenseur de champ intérieur, de la Major League Baseball en 1895. Il a joué pour les Senators de Washington[27].
- Isaïe Schwartz (1876-1952), grand rabbin de France de 1939 à 1952.
- Franck Vogel (né le 5 août 1977) est un photographe, journaliste et réalisateur français, qui a grandi à Traenheim.
- Silmarinium, rock band.
- Julien Lerch, célèbre ingénieur de génie fondateur du premier drone paramoteur au monde. 2023 à aujourd'hui.